# Євроформат
«Євроформат» — українська група компаній, яка спеціалізується на виробництві продукції та наданні послуг для житлового та комерційного будівництва. Спонсор пляжного футбольного клубу «Євроформат» (Київ).
Структура групи представлена власним науково-дослідним підприємством, заводами, торгово-логістичними центрами і будівельно-монтажними компаніями. Однією з компаній, що входять до складу групи, є ТОВ «Завод Євроформат», котра здійснює виробництво ліфтового обладнання починаючи від проектування і до сервісного обслуговування продукції.
Група «Євроформат» виробляє, зокрема ліфти та ліфтове обладнання, телекомунікаційні та електротехнічні шафи, металеві двері, дорожнє обладнання, теплові котли, металеві конструкції.
Обладнання групи компаній «Євроформат» використане в реалізації таких проектів: корпуси Національного університету державної податкової служби України, будівля посольства Литовської Республіки в Києві, готель «Експрес» (Київ), ТРЦ «Караван» (Київ), виробничий комплекс «Альфа-Калор» (Білорусь), житловий будинок у м. Боярка, автоцентр «Тойота» (Київ), автосалон «Хонда» (Київ), стадіон «Донбас-Арена» (Донецьк), аеропорт «Бориспіль», дата-центр компанії «Воля» (Київ), готель «Хрещатик», стадіон «Динамо» (Київ) та інші.